# Leo Kreindler

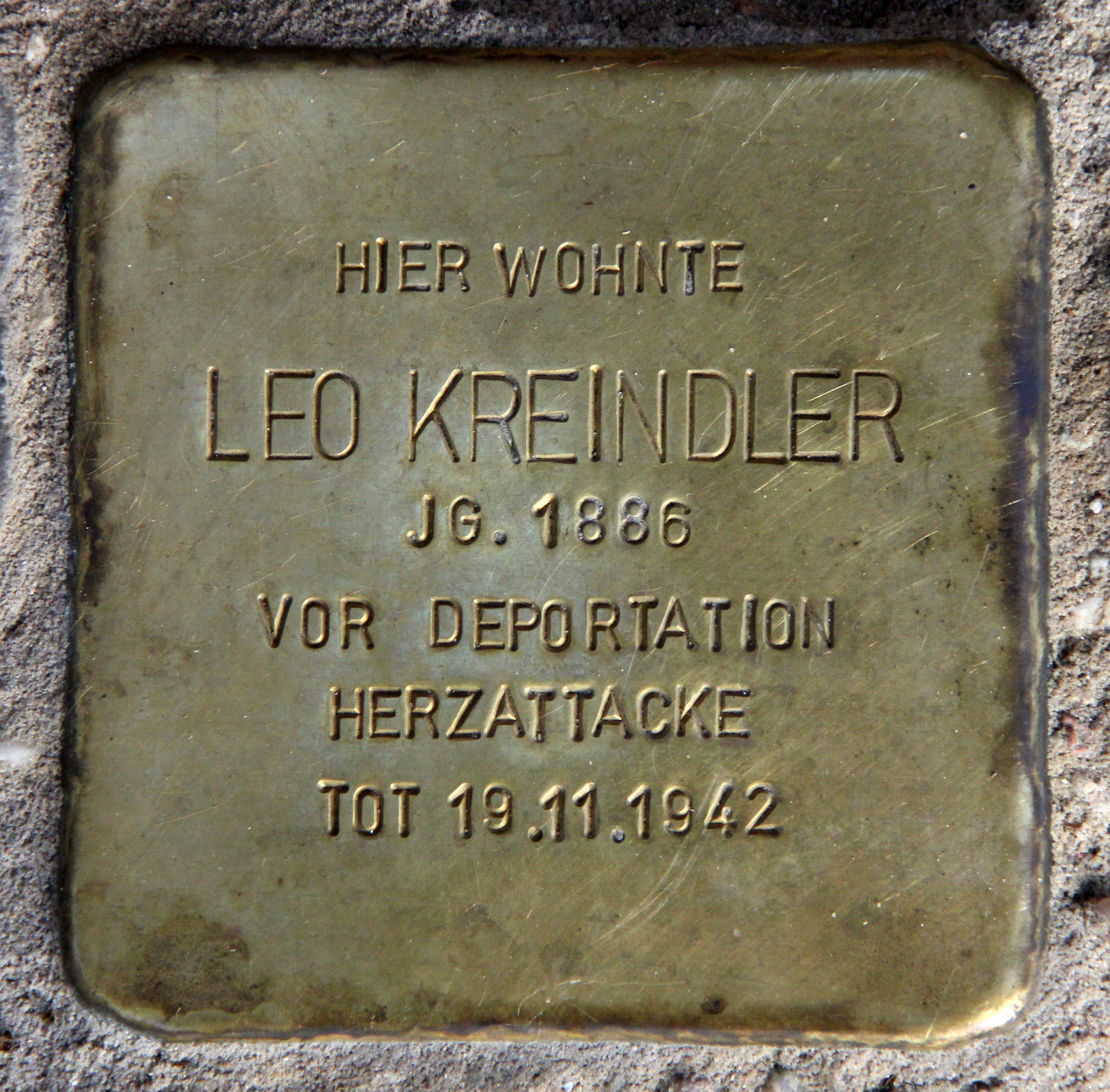
Stolperstein, Pfalzburger Straße 10A, in Berlin-Wilmersdorf

Leo Kreindler (* 23. September 1886 in Kolomea, Österreich-Ungarn; † 19. November 1942 in Berlin) war ein österreichisch-deutscher Redakteur und jüdischer Verbandsangestellter.

## Leben
Kreindler war ab 1907 bei der Jüdischen Gemeinde zu Berlin zunächst als Büroassistent angestellt. Später arbeitete er als Redakteur für die Region Berlin beim Israelitischen Familienblatt (Hamburg/Berlin) und auch beim Mitteilungsblatt der jüdischen Gemeinde zu Berlin. Ab November 1938 war er als Chefredakteur beim Jüdischen Nachrichtenblatt tätig.
Im Januar 1942 wurde Kreindler in den Vorstand der Reichsvereinigung der Juden in Deutschland berufen. Bald darauf leitete er die Wohlfahrtsabteilung bei der Reichsvereinigung. Am 19. November 1942 mussten sich die Mitarbeiter der Fürsorgeabteilung in ihren Büroräumen auf Anordnung des Eichmannreferats versammeln. SS-Obersturmbannführer Alois Brunner teilte den Anwesenden mit, dass die Fürsorgeabteilung mit 132 Personen um etwa die Hälfte der Mitarbeiter reduziert werden müsste. Unter den für die Deportation bestimmten Personen befand sich auch Hannah Karminski. Nach dieser Anweisung erlitt Kreindler einen tödlichen Herzinfarkt. Brunner kommentierte Kreindlers Tod mit den Worten: „Schafft’s den Juden da weg, damit er net so kalt liegt“.
Am 8. Juni 2013 wurde vor seinem ehemaligen Wohnort, Berlin-Wilmersdorf, Pfalzburger Straße 10A, ein Stolperstein verlegt.
Kreindler wurde auf dem Jüdischen Friedhof Berlin-Weißensee beigesetzt. Seine Schwester, die Opernsängerin Klara Chaja Kreindler beging am darauffolgenden Tag Suizid, sein Bruder Pinkus Kreindler (Stolperstein) wurde Opfer des Holocaust.